# Драгољуб Ивков
Драгољуб (Драган) Ивков (Београд, 1. април 1931 — Београд, 8. јул 2007) је био
сценограф и један од најактивнијих људи у југословенској кинематографији.

## Биографија
Завршио је Архитектонски факултет у Београду. Од 1951 године се бавио аматерски филмом и режирао око 20 својих остварења са великом успехом а своје знање је стицао у удружењу Кино клуб Београд где су стицали знање великани југословенског филма и одакле су проистакли аутори као што су: Живојин Павловић, Марко Бабац ,Душан Макавејев, Кокан Ракоњац, Александар Петковић и други.
Професионално се почео бавити филмом од 1960 године где је прво радио као филмски архитекта а од 1964 године као сценограф.
Сарађивао је са : Живојином Павловићем затим и са Гораном Паскаљевићем ,Здравком Рандићем , Коканом Ракоњцем ,Миомиром Стаменковићем , Мићом Милошевићем .
Међутим поред сценографије бавио се и писањем сценарија и режирао неколико филмова.
Његов најпознатији сценарио је филм Буђење пацова из 1967 године који је заједно радио са Горданом Михићем и Љубишом Козомаром, затим сценарио за филмове Опклада из 1971 и Трагови црне девојке из 1972 године који је радио са Александром Тишмом и Живојином Павловићем.
Написао је сценарио за филм Сирома сам ал сам бесан из 1970 године који је уједно и режирао а и режирао је још један филм Пошаљи човека у пола два из 1967 године који представља један од првих криминалистичких филмова који су урађени у Југославији.
На фестивалу у Пули 1967. године добио је главну награду за сценографију филма Живојина Павловића : Буђење пацова а 1976 Златну арену за сценографију филма Горана Паскаљевића: Чувар плаже у зимском периоду.
Умро је 31.јула 2007 у Београду.

## Филмографија
Његов примарни посао је била сценографија и радио је сценографију за бројне домаће филмове међу којима се истичу:
| Год.  | Назив                         | Улога |
| ----- | ----------------------------- | ----- |
| 1964. | Лито виловито                 |       |
| 1965. | Човек није тица               |       |
| 1965. | Непријатељ                    |       |
| 1965. | Ко пуца, отвориће му се       |       |
| 1966. | Повратак                      |       |
| 1967. | Буђење пацова                 |       |
| 1967. | Дивље семе                    |       |
| 1967. | Кад будем мртав и бео         |       |
| 1968. | Бекства                       |       |
| 1969. | Заседа                        |       |
| 1969. | Пре истине                    |       |
| 1970. | Црвено класје                 |       |
| 1970. | Сирома сам ал сам бесан       |       |
| 1971. | Мистерије организма           |       |
| 1971. | Опклада                       |       |
| 1972. | Трагови црне девојке          |       |
| 1972. | Друштвена игра                |       |
| 1974. | Кошава                        |       |
| 1974. | СБ затвара круг               |       |
| 1975. | Дечак и виолина               |       |
| 1976  | Чувар плаже у зимском периоду |       |
| 1976  | Девојачки мост                |       |
| 1977  | Пас који је волео возове      |       |
| 1977  | Лептиров облак                |       |
| 1978  | Квар                          |       |
| 1978  | Тамо и натраг                 |       |
| 1979  | Другарчине                    |       |
| 1979  | Последња трка                 |       |
| 1979  | Земаљски дани теку            |       |
| 1980  | Посебан третман               |       |
| 1980  | Хајдук                        |       |
| 1981  | Нека друга жена               |       |
| 1981  | Лаф у срцу                    |       |
| 1982  | Недељни ручак                 |       |
| 1982  | Тесна кожа                    |       |
| 1984  | Опасни траг                   |       |
| 1985  | Двоструки удар (ТВ)           |       |
| 1986  | Секула и његове жене          |       |
| 1988  | Ортаци                        |       |
| 1991  | Секула се опет жени           |       |
| 1992  | Булевар револуције            |       |
| 1992  | Дезертер                      |       |
| 1992  | Јуриш на скупштину            |       |
| 1995  | Тераса на крову               |       |
| 2003  | Волим те највише на свету     |       |